# Удзі (рід)
Удзі (яп. 氏, うじ) — різновид суспільно-політичної родової організації у стародавній Японії 5 — 9 століття.

## Короткі відомості
Японська родова організація удзі часто перекладається як рід або клан, однак не є синонімом цих понять. На відміну від родових організацій первісного суспільства, японські роди сформувалися разом із посиленням суспільно-політичної стратифікації та постанням японських державних інститутів. 
Роди удзі складалися з членів удзібіто (氏人), яких очолював голова роду  — удзінокамі (氏上). Титул і державна посада останнього були переважно спадковими. Назви удзі часто походили від місцевості, батьківщини патріархів роду, або від посади чи професійних якостей, якими володіли його члени. 
Кожен рід, а саме його керівна верхівка, отримувала від окімі, монарха стародавньої японської держави, так звані кабане, що були старояпонським аналогом титулів і посад. Через це голів і членів японських родів часто іменували у порядку: ім’я удзі, ім’я кабане і власне ім’я. Наприклад, Соґа но О-омі но Ірука означало Ірука з роду (удзі) Соґа, який має титул (кабане) О-омі.
У залежності від титулованих родів удзі перебували так звана „родова підлота” — удзіносен (氏賎). До неї входили сільські або ремісничі суспільні утворення, які називалися бе, а також раби нухі. 
Усі роди удзі мали своїх богів покровителів удзіґамі, від яких вони виводили свій родовід. Правом організації свят на їх честь володів лише голова роду. 
Відмінністю японських родів удзі від кровоспоріднених родів чи кланів було те, що їх могли формувати особи, які не мали спільного походження або спільних кровних уз. Такими відомими удзі були Інбе з регіону Кінкі та провінції Ава. Члени таких родів не були кревними родичами, але носили спільне родове ім’я, перебуваючи у системі залежностей і лояльностей всередині удзі. 
З формуванням в Японії системи правової держави ріцурьо-кокка у 8 столітті, удзі поступово трансформувався. З 9 — 10 століття ім’я удзі стало використовуватися як приставка до прізвища особи, що вказувала на давність чи знатність її походження.